# Keith Krehbiel
Keith Wayne Krehbiel (* 9. März 1955 in Hutchinson (Kansas)) ist ein US-amerikanischer Politologe. Seit 1986 lehrt er an der Stanford University.

## Werdegang
Krehbiel studierte an der University of Kansas, wo er 1977 einen Bachelor of Science und 1979 einen Master of Arts in Politikwissenschaft erwarb. Anschließend wechselte er an die University of Rochester, wo er 1981 zunächst einen weiteren Master of Arts erwarb. 1983 wurde er in Rochester mit seiner Dissertationsschrift Decentralization, Representativeness and Congressional Reform unter der Betreuung von Richard F. Fenno, Richard Niemi, William Harrison Riker und James W. Friedman promoviert.
Anschließend trat er 1983 eine Stelle als Assistant Professor am California Institute of Technology an, ehe er 1986 als Associate Professor an die Graduate School of Business der Stanford University wechselte. 1991 war er als Fellow an der Brookings Institution und als Congressional Fellow im Büro des republikanischen Parteiführers im US-Senat, Bob Dole, tätig. 1993 wurde er in Stanford auf eine volle Professur für Politikwissenschaft berufen. Jeweils zwei Mal war er in Stanford zudem Fellow am Center for Advanced Study in the Behavioral Sciences (1995 bis 1996 sowie 2002 bis 2003) und an der Hoover Institution (1988 bis 1989 sowie 2011 bis 2012). Von 2001 bis 2002 war er außerdem als Gastprofessor an der Princeton University sowie zwischen 2010 und 2013 mehrfach an der Vanderbilt University. 2023 wurde er in Stanford emeritiert.
2005 war er Mitgründer und anschließend bis 2014 Co-Chefredakteur des Quarterly Journal of Political Science. Darüber hinaus war er unter anderem Redakteur weiterer Zeitschriften wie dem American Journal of Political Science, dem Journal of Politics, oder Political Analysis.
Seit 1994 ist Krehbiel Mitglied der American Academy of Arts and Sciences.

## Forschung
In seiner Forschung beschäftigt sich Krehbiel schwerpunktmäßig mit politischen Institutionen und Prozessen, vor allem im Hinblick auf die Rolle von Parlamenten und mit Fokus auf die Vereinigten Staaten. Dabei entwickelte er insbesondere spieltheoretische Modelle zu kollektiven Entscheidungen. In seiner Lehrtätigkeit unterrichtete er an der Stanford Business School zu politischer Ökonomie, Gesetzgebungsprozessen, Beziehungen zwischen Wirtschaft und Staat, und Ethik.
Laut Google Scholar verweisen bisher über 15.000 andere wissenschaftliche Arbeiten auf die Werke Krehbiels. Seine beiden meistzitierten Veröffentlichungen sind dabei seine beiden Bücher Information and Legislative Organization (1991) und Pivotal Politics: A Theory of U.S. Lawmaking (1998) mit ca. 3.200 beziehungsweise 2.700 Zitationen (Stand jeweils August 2023). In ersterem entwirft und testet Krehbiel ein spieltheoretisches Modell des Verhaltens von Parlamentsabgeordneten bei Unsicherheit über die Auswirkungen von Gesetzen; in zweiterem untersucht er die strategische Interaktion zwischen Präsidenten und dem Kongress in den Vereinigten Staaten. Für die Bücher erhielt er 1992 und 1999 jeweils einen Preis der American Political Science Association für das beste Buch im Feld der Parlamentsforschung, für zweiteres 1999 zudem auch für das beste Buch im Feld der US-Präsidentschaftsforschung.

## Werke (Auswahl)
- Information and Legislative Organization. University of Michigan Press 1991.
- Pivotal Politics: A Theory of U.S. Lawmaking. University of Chicago Press 1998.